# Rolf Dietmar Grap
Rolf Dietmar Grap (* 21. November 1956; † 17. August 2012) war ein deutscher Wirtschaftswissenschaftler und  Professor an der FH Aachen.

## Leben
Grap studierte Wirtschaftswissenschaften an der RWTH Aachen, wo er 1992 mit der Arbeit Neue Formen der Arbeitsorganisation für die Stahlindustrie am Institut für Arbeitswissenschaft promoviert wurde. Es folgten Jahre in der Wirtschaft und in der Beratung. 1996 wurde Grap auf das Lehrgebiet BWL, insbesondere Beschaffung und Fertigung an der FH Aachen berufen und vertrat dort seit 2002 das Lehrgebiet BWL, insbesondere Beschaffungs-, Produktions- und Logistikmanagement.
Seit 1989 war Grap der REFA verbunden. Er arbeitete dort als Lehrer und in Arbeitsgruppen. Zuletzt war er Vorsitzender des REFA-Regionalverbandes Rheinland. Von 2005 bis 2010 war er ehrenamtlicher Wikipedia-Autor. Er starb am 17. August 2012 nach kurzer schwerer Krankheit.

## Publikationen (Auswahl)
- (Hrsg.): Business-Management für Ingenieure. Beurteilen – Entscheiden – Gestalten. Carl Hanser, München 2007, ISBN 978-3-446-41256-9.
- Produktion und Beschaffung. Eine praxisorientierte Einführung. Vahlen, München 1998, ISBN 3-8006-2321-8.
- Rolf Grap, Volker Gebbert (Hrsg.): Gruppenarbeit in der Praxis : neue Arbeitsstrukturen zwischen Anspruch und Realität, 2., überarbeitete Auflage, Verlag der GOM, Herzogenrath 1996, (Reihe: Die grüne Reihe aus dem GOM-Verlag, Band 2). ISBN 3-931196-01-1.